# Liste der Bodendenkmäler in Sengenthal
Auf dieser Seite sind die Bodendenkmäler in der Oberpfälzer Gemeinde Sengenthal zusammengestellt. Diese Tabelle ist eine Teilliste der Liste der Bodendenkmäler in Bayern. Grundlage ist die Bayerische Denkmalliste, die auf Basis des Bayerischen Denkmalschutzgesetzes vom 1. Oktober 1973 erstmals erstellt wurde und seither durch das Bayerische Landesamt für Denkmalpflege geführt wird. Die folgenden Angaben ersetzen nicht die rechtsverbindliche Auskunft der Denkmalschutzbehörde.

## Bodendenkmäler in Sengenthal
| Lage                  | Objekt | Akten-Nr.     | Bild           |
| --------------------- | --- | ------------- | -------------- |
| Sengenthal (Standort) | Vorgeschichtlicher Bestattungsplatz mit mindestens einem Grabhügel. | D-3-6734-0033 |                |
| Sengenthal (Standort) | Frühlatènezeitlicher Bestattungsplatz mit mindestens drei Grabhügeln. | D-3-6734-0034 |                |
| Sengenthal (Standort) | Archäologische Befunde des Vorgängerbaus der Dorfkapelle St. Maria in Sengenthal. | D-3-6734-0081 |                |
| Sengenthal (Standort) | Archäologische Befunde des Mittelalters und der frühen Neuzeit im Bereich der Kath. Pfarrkirche St. Nikolaus in Reichertshofen, darunter die Spuren von Vorgängerbauten bzw. älterer Bauphasen. | D-3-6734-0083 |                |
| Sengenthal (Standort) | Untertägige Befunde der abgebrochenen Marienkapelle in Forst und ihrer Vorgängerbauten. | D-3-6734-0085 |                |
| Sengenthal (Standort) | Mittelalterliche und frühneuzeitliche Wüstung Schmidmühle. | D-3-6734-0101 |                |
| Sengenthal (Standort) | Archäologische Befunde der frühen Neuzeit im Bereich der Kath. Kapelle St. Georg in Winnberg, darunter die Spuren von Vorgängerbauten bzw. älterer Bauphasen.                                   | D-3-6734-0103 |                |
| Sengenthal (Standort) | Frühneuzeitliche Wüstung Kindlmühle. | D-3-6734-0111 |                |
| Sengenthal (Standort) | Bestattungsplatz des Mittelalters oder der frühen Neuzeit. | D-3-6734-0122 |                |
| Sengenthal (Standort) | Erdbauten des Ludwig-Donau-Main-Kanals (1836-45). | D-3-6734-0139 | weitere Bilder |